# Пески-Радьковские
Пески́ Радько́вские либо Пески́-Радько́вские, до Второй мировой войны Радько́вские Пески́ (укр. Піски-Радьківські) — село в Песко-Радьковском сельском совете Изюмского района Харьковской области, Украина.
Код КОАТУУ — 6321083001. Население по переписи 2001 года составляло 2507 (1233/1274 м/ж) человек.
Являлось до 2020 года административным центром Песко-Радьковского сельского совета, в который, кроме того, входило село Малеевка. До 17 июля 2020 года село входило в Боровской район, с 2020 — в Изюмский.

## Географическое положение
Село Пески Радьковские находится в 18 км от райцентра Боровая, на левом берегу Оскольского водохранилища (река Оскол) в месте впадения в него ручья Солёная.
Возле села на водохранилище расположен большой залив, перегороженный несколькими дамбами.
Рядом расположен большой лесной массив урочище Комаровская Дача (сосна).
Через село проходит железная дорога меридионального направления Купянск — Святогорск; станция Радьковские Пески.

## История
- Слобода основана в конце XVIII века, и была населена жителями соседней слободы Радьковка.[9]
- Радьковка и Радьковские Пески — две слободы Воронежской, затем Харьковской губернии, Купянского уезда, слившиеся в одну, по обе стороны реки Оскол. Жителей 4357; 2 церкви, 3 ярмарки. Упоминаются в документах под 1682 годом. Вблизи древнее городище, на котором находят черепицу красного цвета, толщиной в полвершка, какой теперь не делают.[10]
- Январь 1918 — установлена Советская власть.[11]
- Апрель 1918 — село оккупировано оккупационными австро-германскими войсками. Во время оккупации жители организовали партизанский отряд во главе с Ф. В. Гайворонским, в котором было 20 человек.[11]
- Осенью 1918 года в условиях революции и Гражданской войны в Изюмском уезде были сформированы три партизанских отряда, один из которых дислоцировался в Радьковском лесу[12]. Отряд принимал участие в Изюмском восстании, которое продолжалось с 10 ноября 1918[13] по 5 января 1919 года.[13][12]
- Декабрь 1918 — в селе восстановлена Советская власть.
- Конец декабря 1919 — войска ВСЮР А. И. Деникина отступили на юг.
- Январь 1920 — создан ревком под председательством И. Н. Мороза.[11]
- В 1924 47 крестьян объединились в сельхозартель.[11]
- 1928 — созданы несколько ТОЗов (товариществ совместной обработки земли).[11]
- 1926 — создана организация ВКП(б).[11]
- В 1930-х годах в селе была построена первая ветка водопровода, после ВОВ воду провели по всему селу.[14]
- Пески Радьковские были оккупированы вермахтом в начале июля 1942 года в ходе летнего наступления немецкой армии на Воронеж-Сталинград.
- В самом начале февраля 1943 года село было освобождено Советской армией в ходе кровопролитных боёв. В братской могиле на территории села похоронено 420 погибших советских воинов; над могилой установлен памятник павшим.[11]
- В годы войны 600 жителей воевали на фронтах в рядах РККА, Советской армии и в партизанских отрядах; из них погибли 274 воина; 543 из них были награждены орденами и медалями СССР.[11]
- В 1959 году при заполнении Краснооскольского водохранилища было затоплено село (б. правобережная слобода) Радьковка, являвшаяся к тому времени уже более 70 лет частью Песков Радьковских.
- В 1966 году население составляло 3413 человек; в селе действовали средняя школа, клуб, библиотека, больница, АТС, механизированная пекарня, мельница, ремонтные мастерские, столярные мастерские, кирпичный завод Межколхозсстроя, отделение «Сельхозтехники», Краснооскольское рыбное хозяйство союзного подчинения, площадь которого составляла 13 000 га; совхоз «Красный маяк» с 4494 га земли, из которой 279 га — орошаемой.
- В 1976 году к предприятиям и учреждениям добавились свеклопункт и Дом культуры с залом на 400 мест, библиотека с фондом 12 200 томов, аптека, детсад-ясли, автоматическая телефонная станция, 8 магазинов и две столовые; в школе 36 учителей обучали 513 учеников; совхоз «Червоный маяк», центральная усадьба которого находилась в Песках-Радьковских, увеличил площадь угодий до 5289 га, из которых 4565 были пахотной земли.[8]
- В 1976 году в селе было 1423 двора, население составляло 3277 человек.[8]
- К 1976 году 267[8] жителей села за мирный труд были награждены орденами и медалями СССР, в том числе комбайнёр В. Е. Гармаш — орденом Ленина, Ю. А. Оноприенко — орденом Октябрьской Революции, 4 человека — орденом Трудового Красного Знамени, 6 человек — орденом Знак Почёта.[11]
- При СССР здесь были построены и действовали три базы отдыха : «Шахтёр», ХЗТД и Купянского межрайонного предприятия тепловых сетей (МПТС).[2]
- Во времена СССР в селе было много предприятий агропромышленного комплекса; по количеству жителей село конкурировало с райцентром Боровая.[14] В колхозе «Красный маяк» работали две молочно-товарные фермы (МТФ № 1 и № 2), пожарное депо, склад горюче-смазочных материалов (ГСМ).[2]
- В 1993 году в Песках Радьковских действовали сельсовет, колхоз, участковый пункт милиции, три базы отдыха, нефтебаза, топливный склад, ремонтно-транспортное предприятие, клуб, сбербанк, Дом быта, дом престарелых, библиотека, детский сад, школа, ветеринарный участок, дом-интернат, больница, аптека, автоматическая телефонная станция (АТС), радиоузел, отделение связи, сельпо, магазины, рыбцех, ж.д. станция.[2]
- В 2012 году была газифицирована половина села, в 2017 должна была быть газифицирована другая половина.[14]
- После российского вторжения на Украину, с марта по сентябрь 2022 года, село пребывало в оккупации российской армией. В ходе оккупации в селе отсутствовали связь, вода, электроэнергия.
- После освобождения села украинской армией, украинская полиция заявила об обнаружении пыточного подвала, оборудованного в селе российскими военными[15], а местные жители подтвердили репортёрам факты пыток[16].

## Экономика
- В селе при СССР была свино-товарная ферма.
- «Нептун» — база отдыха ОАО «ХЗТД» (ныне в частной собственности).
- База отдыха предприятия «Харьковские областные тепловые сети»
- КСП «Красный (укр. Червоный) маяк».
- ЧСП «Песко-Радьковское».
- Песко-Радьковский психоневрологический интернат.
- Оскольское государственное производственное сельскохозяйственное рыбоводное предприятие (бывший рыбхоз).

## Объекты социальной сферы
- Детский сад «Ромашка».
- Школа.
- Дом инвалидов.

## Достопримечательности
- Курганы бронзового века.
- Братская могила советских воинов РККА, погибших при обороне и защите села от нацистской армии. Похоронены 420 павших воина.

## Религия
- Православная церковь Вознесения Господня (УПЦ МП).

## Происхождение названия
В окрестностях были различные слободы и сёла с названием Пески-Песчанка-Песочин; например Пески Изюмские (в Изюмском уезде, место обретения Песчанской иконы Божией матери в 1754 году, ныне Изюм), Пески Двуречанские (в Купянском уезде), Песчанка (в Купянском уезде), Песчанка (в Константиноградском уезде), Пески Валковские (в Валковском уезде), Пески Харьковские (предместье Харькова, ныне Харьков), Пески Волчанские (предместье Волчанска, ныне Волчанск) Пески Змиевские (в Змиевском уезде), Песочин Харьковский в Харьковском уезде, Песочин Богодуховский в Богодуховском уезде.
Потому слободе дали уточняющее наименование «Радьковские».

## Известные люди
- Уроженцами села являются православные святые:

Иоанн (Стрельцов) Святогорский (1885—1970) — игумен Святогорского монастыря, преподобноисповедник.
Паисий (Москот) Слободской (1869—1937) — иеромонах, преподобномученик.
- Шевченко П. Е. награждён орденом Ленина (в 1951 году) за подвиги в составе Попаснянского партизанского отряда во время ВОВ.[11]